# سیارک ۲۵۰۸۷
سیارک ۲۵۰۸۷ (به انگلیسی: 25087 Kaztaniguchi، نامگذاری:1998RK17) بیست و پنج هزار و هشتاد و هفتمین سیارک کشف شده‌است که در ۱۴ سپتامبر ۱۹۹۸ کشف شد.
قدر مطلق سیارک برابر ۱۳.۵ است.